# Вакцинація проти COVID-19 в Анголі
Вакцинація проти COVID-19 в Анголі — це кампанія масової імунізації населення Анголи проти COVID-19 під час пандемії коронавірусної хвороби. Станом на 15 червня 2021 року в Анголі було введено 1314375 доз вакцини. Станом на цей день 822109 осіб було вакциновано першою дозою і 492266 особи були повністю вакциновані. Ангола розпочала свою програму вакцинації незабаром після отримання першої партії вакцини Oxford—AstraZeneca на початку березня 2021 року.

## Використання вакцин
| Вакцина            | Замовлено | Отримано | Схвалення | Застосування |
| ------------------ | --------- | -------- | --------- | ------------ |
| Спутник V          |           |          | Так       | Так          |
| Oxford–AstraZeneca | 2177000   | 624000   | Так       | Так          |
| Sinopharm BIBP     |           |          | Так       | Ні           |
| Pfizer             | 100602    | 0        | Ні        | Ні           |
| Спутник Лайт       |           |          | Так       | Ні           |

## Хронологія
2 березня 2021 року Ангола отримала свою першу партію вакцини з 624 тисяч доз вакцини Oxford—Astrazeneca, наданих через COVAX.
Масова вакцинація в країні стартувала 10 березня. До кінця місяця було введено 111230 доз вакцини.
У квітні Ангола отримала 495 тисяч доз вакцини Oxford-AstraZeneca, яку Демократична Республіка Конго не змогла використати до закінчення терміну придатності.
Станом на 23 квітня 2021 року в Анголі було введено загалом 456349 доз вакцини. До кінця місяця 513 тисяч осіб отримали щеплення.
30 травня 2021 року Ангола отримала 25 тисяч доз вакцини проти COVID-19 «Спутник V», подарованих Росією.
До кінця травня введено 1,75 мільйона доз, у тому числі 294577 других доз.
1 червня 2021 року Ангола отримала 100620 доз вакцини Pfizer–BioNTech проти COVID-19, закуплених через COVAX.
29 червня міністр охорони здоров'я повідомив, що через нестачу доз вакцини введення перших доз буде призупинено на невизначений термін, а другі дози продовжуватимуть вводити.
До кінця червня було введено 1,5 мільйона доз вакцини.
До кінця липня 2021 року було введено 1,7 мільйона доз вакцини.
26 серпня 2021 року Ангола отримала 185 тисяч доз вакцини Oxford–AstraZeneca, наданих Португалією, яка на той час пожертвувала Анголі 370 тисяч доз вакцини.
До кінця серпня було введено 1,9 мільйона доз вакцини.
27 вересня Ангола отримала 1,2 мільйона доз вакцини Sinopharm BIBP через COVAX.
До кінця вересня було введено 3,1 млн доз вакцини.
До кінця жовтня 2021 року було введено 6,2 мільйона доз вакцини, а 12 % цільової групи населення були повністю вакциновані.
Наприкінці листопада 2021 року Ангола отримала 453600 доз вакцини Janssen проти COVID-19, наданих Mastercard Foundation.
До кінця листопада було введено 9,3 мільйона доз вакцини, а 21 % цільового населення було повністю вакциновано.
До кінця грудня 2021 року було введено 11 мільйонів доз вакцини, а 28 % цільової групи населення були повністю вакциновані.
До кінця січня 2022 року було введено 14,6 мільйона доз вакцини, а 35 % цільового населення було повністю вакциновано.
До кінця лютого 2022 року було введено 16,6 мільйонів доз вакцини, а 5,6 мільйона осіб були повністю вакциновані.
До кінця березня 2022 року було введено 17,7 мільйона доз вакцини, а 6,1 мільйона осіб були повністю вакциновані.
До кінця квітня 2022 року було введено 17,9 мільйона доз вакцини, а 6,3 мільйона осіб були повністю вакциновані.